# NGC 6357
NGC 6357 (również Mgławica Wojna i Pokój) – obszar H II (również mgławica emisyjna) powiązany z trzema gromadami otwartymi gwiazd, znajdujący się w konstelacji Skorpiona. Mgławica ta została odkryta 8 czerwca 1837 roku przez Johna Herschela. Znajduje się w odległości około 8000 lat świetlnych od Ziemi i rozciąga na 400 lat świetlnych. Nowsze prace sugerują, że NGC 6357 może znajdować się bliżej – ok. 1,7–1,8 kiloparseka, czyli 5,5–5,9 tys. lat świetlnych.

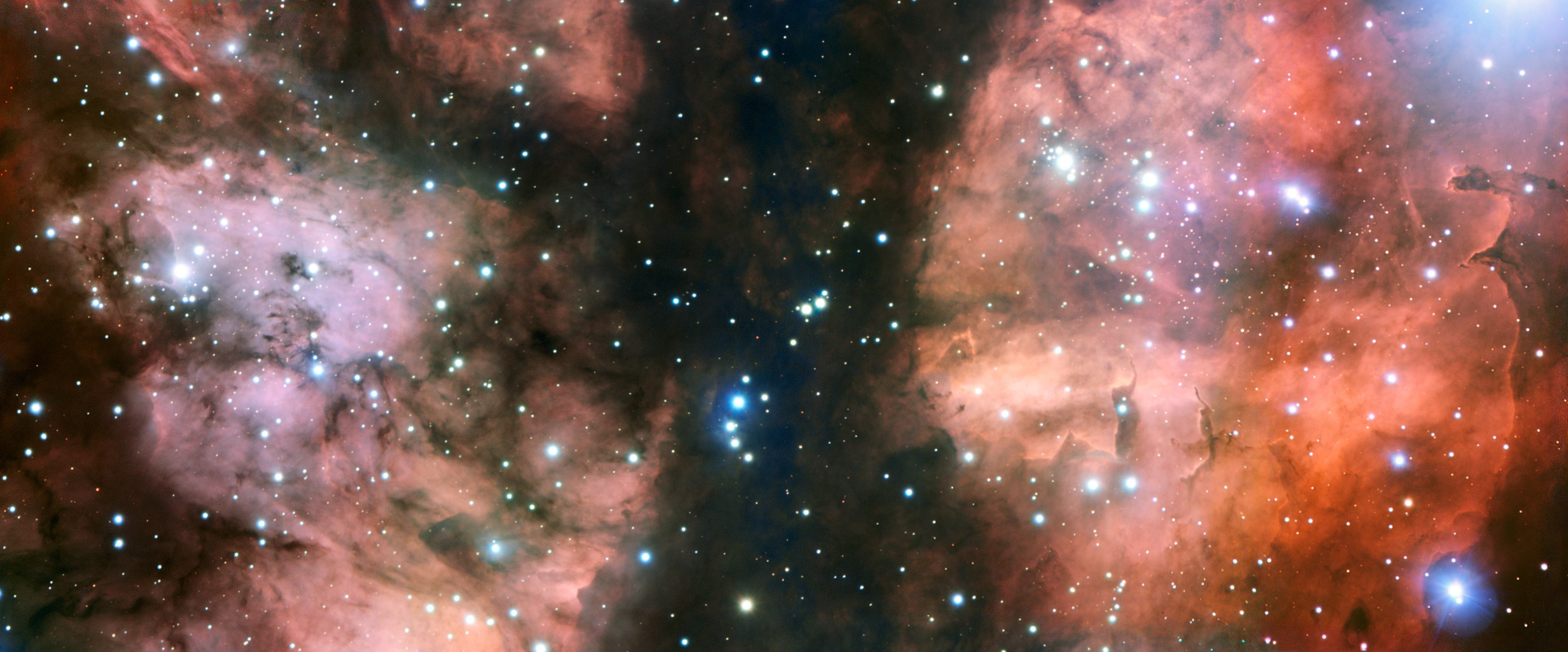
Zbliżenie mgławicy (ESO)

Największa z gromad otwartych powiązanych z tym rejonem gwiazdotwórczym to Pismis 24, w której znajduje się gwiazda potrójna Pismis 24-1 o masach składników rzędu 100 mas Słońca. Gromada ta jest bardzo młoda – liczy od 1 do 3 milionów lat, i zawiera kilka tysięcy gwiazd.